# Youssef Bey Karam
Youssef Bey Karam (arabe : يوسف بك كرم), né le 15 mai 1823 à Ehden et mort le 7 avril 1889 à Ercolano, est un noble libanais, patriote et militaire, qui mène une résistance contre l'occupation ottomane.
Bien que politiquement et militairement très puissant, la loyauté de Karam envers l'Église et envers Bkerké - siège du patriarchat maronite -, ne faiblit jamais.
Introduit dans les livres d'Histoire comme un « Héros » du Liban, Sa lutte contre le confessionnalisme, son patriotisme et son combat pour l'indépendance du Liban ont fait de lui un homme en avance sur son temps, célébré avec les émirs Fakhreddine II ou Bachir Chehab II comme un héros libanais, préfigurateur du Liban moderne.

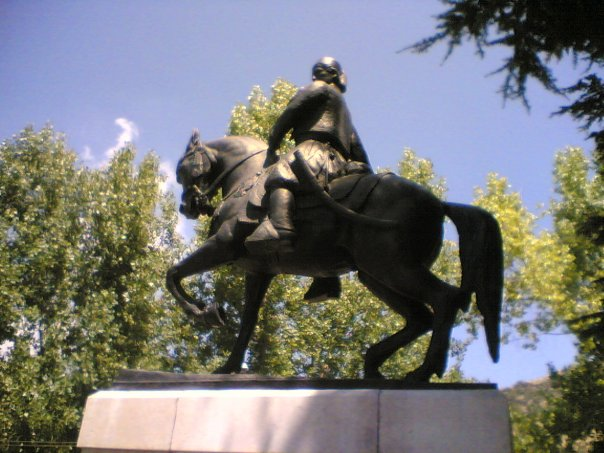
Statue à l'effigie de Youssef Karam à Ehden, Liban.

## Biographie

### Enfance et éducation
Youssef Bey Karam est né à Ehden, au nord du Liban le 15 mai 1823. Son père Boutros Karam était cheikh ou gouverneur du district d’Ehden et sa mère, Mariam, était la fille du cheikh Antonios Abou Khattar d’Aintourine. Sa famille, très ancienne, gouvernait en 1823 le district de Bécharré depuis déjà 300 ans et était accoutumé à recevoir des touristes français en visite aux Cèdres,. Son père et un parent proche, le cheikh Asaad Abi Khattar, sont emprisonnés au moment de sa naissance et le nouveau-né est resté sans baptême jusqu'au retour de son père.
La famille Karam était composé de cinq enfants: à Youssef s'ajoute son grand frère Mikhael (grand-père du député Youssef Salim Karam) et ses trois sœurs Kattour, Tarrouz et Wardé.
Éduqué à la française et dans la foi chrétienne au collège jésuite d'Anthoura, Youssef est polyglotte dès l'âge de 7 ans. En effet, Youssef Bey Karam maîtrisait le syriaque, l'arabe, le français et l'italien,. Le jeune Karam vécut une vie de foi, assistait régulièrement à la messe matinale et priait le Rosaire à genoux. Il portait toujours une icône bénie du Crucifié.
Lettré, mais également guerrier, il fut entraîné dès son jeune âge aux armes, à l’équitation et au combat à mains nues sous la supervision du cheikh Imad Hachem El Akouri. Selon ses professeurs, Karam était excellent en équitation et en combat. Parmi ses faits d'armes de jeunesse, l'on peut notamment citer son combat avec Youssef Agha Chantiri sur la place du Prince Bachir à Bikfaya, mais aussi contre le prince Ali Mansour Abillamah et Hanna Bey Abi Saab sur la place du Prince à Broummana, combats qu'il remporta toujours.

### Gouverneur d'Ehden à défenseur du Liban

#### Gouverneur d'Ehden et défenseur des maronites
En 1840, Youssef, âgé de 17 ans, combattit aux côtés de son père et de son frère aîné contre les armées égyptiennes qui occupaient alors le Liban lors des batailles de Houna et de Bazoun. Youssef fit preuve d'une remarquable habileté en tant que guerrier et leader, et sa réputation et son influence dans la région ne firent que croître au point qu'en 1846, lorsque son père décéda, Youssef lui succéda à la place de son frère aîné Mikhaël - en étant nommé par le caïmacam lui-même -, devenant ainsi l'un des hommes les plus forts du Liban-Nord.

En 1845, à l'âge de 23 ans, Karam prouva sa bravoure lorsqu'il affronta les troupes ottomanes qui marchaient pour désarmer les habitants du nord en pleine guerre interconfessionnelle. Non seulement il vainquit les Ottomans, mais il saisit également un important stock d'armes et de munitions. Furieux du succès retentissant de Karam, le gouverneur de Tripoli annonça une récompense pour sa capture, mort ou vif. Lorsque Karam apprit la prime placée sur sa tête, il se rendit seul au quartier général ottoman à Tripoli et confronta le Pacha. "Êtes-vous vraiment Youssef Karam ?" demanda le Pacha. "Oui, j'ai entendu dire que vous aviez placé une récompense sur ma tête. Me voici maintenant à votre merci, faites ce que vous voulez, mais faites don de votre récompense aux pauvres", répondit Karam. Le commandant demanda : "Pourquoi avez-vous pris les armes contre les autorités ?"., Karam lui répondit:
J'ai entendu dire que votre armée marchait pour désarmer notre peuple par la force brutale. Vos troupes avaient précédemment maltraité les habitants du  Kesrouan où les églises étaient violées et les prêtres torturés et maltraités. Mon amour pour mon pays et mon ressentiment envers l'oppression et la cruauté m'ont poussé à faire ce que j'ai fait.,,
La colère du Pacha se transforma en admiration pour la bravoure de Karam. Il serra la main de Karam et lui accorda un pardon immédiat.
La même année, des évêques maronites se réunirent dans le monastère-cathédrale de Qannoubine, pour élire un patriarche en remplacement à Youssef Hobeiche qui venait de mourir. L'élection incontesté de Youssef Raji El Khazen en tant que nouveau patriarche mécontenta les bécharites qui souhaitaient l'élection d'un prêtre de leur village. Ces derniers se dirigèrent alors à Qannoubine tout en menaçant le patriarche de mort s'il ne renonce pas immédiatement à son poste. Karam prend alors la tête de quelques centaines de maronites armées pour défendre le patriarche. Il somma inutilement les rebelles dans un discours puis les menaça par les armes, sauvant par cela le patriarche.

En 1849, en plus de son poste de gouverneur d’Ehden, il fut nommé directeur du Registre foncier. Durant l’été de la même année, un groupe de missionnaires protestants américains loua une maison à Ehden et affirma qu’il souhaiterait ouvrir une école. Karam leur ordonna de plier bagages et de quitter Ehden immédiatement :
Ehden est le fief de la vraie foi chrétienne et n’a besoin de personne pour diriger son peuple sur le chemin du Christ.
En 1854, il ne donne pas son soutien à l'élection du nouveau patriarche Paul Massaad.
Le 14 mars 1857, il fut désigné par les gens d’Ehden et d’Al Jibbe comme dirigeant de la région et obtint donc des pouvoirs administratifs et judiciaires plus étendus. À la fin d’août 1859, Karam décida de se retirer de la vie politique pour se concentrer sur le prosélytisme. Toutefois, les événements sanglants des années 1860 forcèrent Karam à retourner à la vie politique.

#### Les troubles de 1858-1861

##### Révolte des paysans du Kesrouan (1858-1860)
En 1858, lorsque Tanyus Shahin et les agriculteurs du district - principalement maronite - de Kesrouan se révoltent contre les Khazen, cheiks maronites et propriétaires terriens, le patriarche maronite, conscient de l'influence de Karam et de sa fidélité à l'Église, lui fait appel pour sauver les cheikhs et rétablir la paix dans la région.Notons que Youssef Bey Karam était l'ennemi le plus farouche de la révolte, accusant Shahin de diviser les rangs chrétiens et le patriarche Massaad de complicité avec le chef rebelle ce qui facilita la tâche au patriarche pour opposer les deux hommes. Ils négocieront ensemble pour régler le conflit, mais la division de classe dans le Kesrouan féodal reste un problème majeur.

##### Guerre civile de 1860 au Mont-Liban
Pendant la domination ottomane du Liban, il existait une certaine méfiance entre les communautés druzes et maronites. Les Druzes se sentaient menacés par la présence croissante des chrétiens maronites dans leur région traditionnelle du Mont Liban, menaces alimentées par des conflits mesquins et personnels jusqu'en septembre 1859, lorsque des affrontements éclatent entre les communautés druzes et maronites à Beit Mery, ville interconfessionnelle. Ceci poussa Karam à convoquer réunir les chefs des différentes communautés religieuses dans le village de Bane, et à conclure un accord avec le dirigeant musulman de Tripoli, Abed El Hamid Karami, afin de maintenir le nord du Liban à l'abri de tout conflit religieux.
Cela n'empêcha néanmoins pas l'éclatement d'affrontements entre les deux communautés en mai 1860 et où un certain nombre de moines et de villageois maronites furent massacrés. Karam leva alors une armée de 500 hommes pour protéger les maronites dans la région du Mont Liban. Le 2 juin 1860, Karam et ses hommes se rendent à Bkerké pour offrir au patriarche leurs protection des maronites.
Cependant, dans l'esprit de Karam, il ne faisait aucun doute que le conflit entre les Druzes et les maronites était nourri par Khorshid Pacha, le gouverneur ottoman de Beyrouth. La culpabilité de Khorshid dans les massacres est débattue, car il avait précédemment exhorté les Britanniques à cesser d'armer des groupes druzes et les Français à cesser d'armer les maronites. Néanmoins, Khorshid Pacha voyait les appels de Karam en faveur de l'autonomie libanaise comme une menace pour les intérêts turcs au Liban et dans la région, et convainc par ailleurs les ambassadeurs européens que la présence turque au Liban est essentielle pour maintenir la paix entre les factions en guerre au Liban. Ceci poussa l'ambassadeur français au Liban à convaincre Karam de mettre fin à sa marche à Bikfaya, près du Kesrouan, en échange de garanties de protection pour tous les chrétiens offertes par Khorshid. Malgré cela et plusieurs jours plus tard, des villages chrétiens furent néanmoins attaqués par des Druzes du Mont Liban, dirigés par Ali Joumblatt. Les forces druzes descendirent sur Saghbine, principal village maronite dans la partie occidentale de la Bekaa, et l'occupèrent. Après avoir pillé, détruit et incendié Hasbaya et Rachaya, habitées par des chrétiens orthodoxes grecs, ils tuèrent 17 princes sunnites musulmans Chehab à Hasbaya, vraisemblablement en punition de leur alliance avec les chrétiens.
Les forces druzes furent ensuite rejointes par des hommes armés du Hauran et encerclèrent Zahleh, désireuses de punir ses habitants pour leur participation à la campagne d'Ibrahim Pacha contre Hauran en 1839 et leur victoire contre les druzes dans la bataille de Chtoura en 1841-42. La ville chrétienne, victime de ses nombreux ennemis, tint bon face à l'offensive druze seule: ses alliés chiites de Baalbek l'avaient abandonnée et Yusuf Karam, qui quitta  Kesrouan à la tête de 500 hommes pour secourir Zahleh, n'arriva jamais à destination. Youssef Karam fut arrêté en route, apparemment sous la pression conjointe des consuls européens et des Abi Lama. Ces derniers étaient trop désireux de se venger de la ville qui les avait expulsés et expropriés de leurs biens. Quant aux consuls, ils étaient trop respectueux des lignes rouges, Zahleh se trouvant en dehors des limites du Caïmacan, c'est-à-dire en territoire purement ottoman. Karam et ses hommes ripostèrent contre les forces druzes et ottomans, en réussissant par ailleurs à sauver la majorité des villes et villages chrétiens de la région de  Kesrouan. La ville, désertée par la majorité de sa population, fut pillée, incendiée et partiellement détruite. Kesrouan et le nord ne participèrent pas à la guerre. Après une incursion de Tanius Shahin et de ses rebelles dans la région du Matn, où il fut arrêté par les troupes ottomanes, les forces de la révolte se limitèrent à patrouiller leur propre territoire.
Le patriarche s'était opposé au combat dès le début, malgré les pressions exercées sur lui par les évêques Abou Rizk, Bustani et Aoun. Pour alléger la pression sur lui, le patriarche forma néanmoins une armée et la plaça sous le commandement conjoint d'un cheikh Hubaysh et de Tanius Shahin. Ce dernier, appelé à venir au secours des chrétiens des régions mixtes, déclara qu'il attendait les ordres du patriarche pour déplacer ses hommes armés. Il en était de même pour Youssef Bey Karam. Mais les ordres ne vinrent jamais.
En même temps, la marine ottomane mit en place un blocus maritime afin d'empêcher les denrées alimentaires et les fournitures militaires d'atteindre les zones chrétiennes, rompu finalement par les navires français qui atteignirent le port de Beyrouth et mirent fin quelques mois plus tard au conflit. La paix rétablie, une nouvelle constitution était en train d'être rédigée pour redéfinir le mode de gouvernement du Liban. En attendant, deux gouverneurs ou caïmacam furent nommés pour gouverner le Liban: l'un pour gouverner les chrétiens et l'autre pour gouverner les druzes et les musulmans.

### Caïmacam des chrétiens et premier exil

#### Caïmacam provisoire des chrétiens
Le 18 novembre 1860, Fouad Pacha, désireux d'un retrait rapide des troupes françaises, nomma Youssef Bey Karam caïmacam des Chrétiens jusqu'à l'accord de 1861 sur le Règlement Organique, qui établira un seul gouverneur pour toute la montagne. Encore une fois, Karam a gouverné de manière exemplaire, rétablissant l'ordre et l'organisation des institutions publiques. Les Français occupèrent Beyrouth et certaines parties du Mont Liban jusqu'à la mi-1861. La première tâche de Karam fut de mettre fin à la révolte du Kesrouan. En mars 1861, il lança une attaque contre le quartier général de Tanios Chahine à Rayfoun et y mit le feu alors que Chahine s'enfuyait à Beyrouth pour se placer sous la protection du consul français.

« Son règne était exemplaire et il fut un pionnier au Liban mais aussi dans tout l’Empire ottoman » 

Extrait du discours de Me Badaoui Abou Dib lors de la comémoration du 110ème anniversaire de la mort de Youssef Bey Karam.
Karam reçut les félicitations de Lord Duffrin, représentant du gouvernement britannique dans la commission internationale, pour avoir rétabli l'ordre social.
Cependant, son règne fut de courte durée puisqu'en tant que caïmacam, Karam a présenté sa démission à plusieurs reprises pour protester contre le nouveau système institutionnel élaboré par le règlement Organique de 1861 et 1864 et qui prévoyait que les puissances étrangères dirigeraient le Mont Liban,. Cette nouvelle formule lui déplaisait et ses conflits avec le gouverneur s’aggravaient à tel point qu’il commençait à représenter une menace pour l’autorité de ce dernier. À peine le Règlement organique instituant la Moutassarifia avait-il été approuvé et les forces françaises parties, que le premier moutasarrif, Daoud Pacha, destitua Karam en mai 1861. Majid Chehab, candidat des français au gouvernorat de tout le Mont Liban, fut nommé gouverneur de Kesrouan et chargé de collecter des impôts auprès d'une population saignée à blanc. Cet abandon de Karam par la France étonna bien des contemporains: Karam étant francophile et servant aussi bien les intérêts de la France,,.
En fait, lorsqu'il a refusé de se soumettre à la nouvelle administration, la France et Damas sont rapidement devenus frustrés par ce qu'ils percevaient comme l'ambition contre-productive de Karam. Pour les catholiques français, l'important était de maintenir l'indépendance de la Montagne (chrétienne) vis-à-vis de l'interférence ottomane (musulmane). Une rébellion maronite dirigée par Karam obligerait Daoud Pacha à faire appel aux troupes ottomanes. Selon Vogüé, tenter de renverser le gouverneur sur lequel les Puissances s'étaient mises d'accord en 1861 ne ferait que compromettre la chance qu'un Maronite puisse jamais être autorisé à lui succéder,.

#### Trames politiques et premier exil
Fouad Pacha, voyant Karam abandonné par la France et connaissant son influence réelle dans le Liban, se rapprocha de lui et alla le voir dans son village d'Éhden, où Karam lui fit une réception triomphale, ce qui donna à Karam l'air d'un personnage rallié aux Turcs. Le nouveau gouverneur du Liban, Daoud Pacha, qui voulait aussi s'attacher Karam, lui offrit le commandement de l'armée de la moutassarifia. Karam aurait dû accepter; Fouad lui conseilla de refuser: il voulait montrer que Karam n'acceptait pas la nouvelle organisation du Liban, puisqu'il refusait d'y prendre part. Cela en même temps détachait d'autant plus Karam de la France, dont le commissaire avait pris à cœur le succès de la nouvelle constitution. De même, ce refus créait un embarras à Daoud Pacha, dont Fouad n'avait vu la nomination qu'avec répugnance, parce que Daoud est chrétien et non turque. L'analyse contemporaine de Saint-Marc Girardin nous éclaircit un peu plus sur ces choix:
Là où le projet proposé par lord Duflerin [...] fait croire à Fouad Pacha qu'une vice-royauté syrienne est possible, il s'est fait d'une principauté en Syrie le but même de ses pensées et de ses actions. Cette principauté ne peut se réaliser que si l'on incorpore le Liban et en détruisant l'indépendance nationale du pays. Pour cela, il faut que la constitution ne puisse pas aisément être mise en pratique, ce qui fait échec à la France, échec à Daoud Pacha, échec aux chrétiens. Fouad pense qu'en détruisant le Liban dans le présent, il l'empêche de se reformer dans l'avenir. C'est pour cela qu'il a arrêté Karam après l'avoir séparé de ses deux appuis naturels, les Maronites en faisant arrêter Karam à Beyrouth, la France en lui montrant Karam comme opposé à la nouvelle constitution; c'est pour cela qu'il a emmené le prisonnier à Constantinople, pour confirmer son isolement. L'avoir sous la main, comme un prétendant, s'il faut l'opposer encore une fois à Daoud-Pacha.
En 1862, Karam fut ainsi arrêté après être venu de son plein gré à Beyrouth pour s'entendre avec Fouad Pacha et fut exilé, sans jugement, une première fois à Constantinople puis en Égypte.

### Retour au pays et continuation du combat

#### Vie dans la clandestinité et rébellion contre Daoud Pacha
Karam rentre secrètement au Liban deux années plus tard, le 12 novembre 1864, profitant de la révision du Règlement organique et du prolongement du le mandat de l'impopulaire, Daoud Pacha de cinq ans au poste de moutassarif, et bien que ce dernier, un mois après le renouvellement de son mandat, l'autorisa à revenir de son exil. Malgré les années d’absence, l’amour que portait le peuple à Karam était resté inchangé bien que Daoud prit un certain nombre de mesures conciliantes pour apaiser l'opposition chrétienne dans le nord en laissant à l'Église le soin de nommer les conseillers maronites plutôt que d'être élus par vote populaire, et en établissant le poste de vice-président maronite du Conseil administratif, non prévu dans le Règlement initial.
L'armistice entre les deux hommes dura toute une année. Daoud Pacha essaya d'abord de négocier une entente avec Karam qui réclamait son district du Kesrouan avec le soutien du clergé maronite, hostile au gouverneur général et à l'ancienne noblesse. Néanmoins, Daoud Pacha préféra s'appuyer sur l'aristocratie contre le clergé surtout et contre les démocrates, représentés par Karam, qu'il jugeait trop turbulents: il donna le gouvernement du  Kesrouan à l'émir Médjid Chéhab et offritt à Karam celui de Djezzin. Karam refusa, se retirant à Ehden, et commençant une lutte ouverte contre Daoud Pacha et contre l'émir Médjid. Sa popularité était un danger réel pour le gouverneur qui lui déclara la guerre. Karam se réfugia dans les montagnes, poursuivi par les soldats turcs. Karam menaçait en effet la nouvelle Constitution du pays puisqu'il exigeait de l’Empire ottoman un gouverneur local et non un ottoman nommé par la Sublime Porte. Et, à sa demande, les habitants du Kesrouan refusaient de payer les impôts.
Il mena de nombreuses batailles contre l'armée ottomane d'où il sortit toujours victorieux. L'une des premières étant à Maameltein, Jounieh, le 6 janvier 1866. Karam assistait alors à la messe à l'église Saint-Doumit lorsque les troupes ottomanes régulières ont attaqué ses hommes postés à l'extérieur de l'église. Il s'est ensuivi une bataille féroce, et Karam, aidé par des hommes en provenance de villages voisins, vaincu les troupes ottomanes. Karam écrira immédiatement à la Sublime Porte et aux gouvernements européens pour détailler les causes du conflit et revendiquer le droit de son peuple à se défendre.
Le 21 janvier, le commandant ottoman Amine Pacha entre dans Zghorta à la tête de 3800 soldats, 300 cavalier et 200 cosaques; Amine Pacha s'installant dans la maison même de Karam. Le commandant médical rejoint Amine Pacha avec 800 gendarmes ottomans libanais et des armées de Tripoli. Quatre jours plus tard, Amine Pacha quitte Zghorta avec ses soldats après avoir incendié de nombreuses maisons et le lendemain, appelle Karam à le rencontrer à Karmsaddeh. Karam accepte de le rencontrer le matin du 27 où il n'hésite pas à montrer sa soumission en remettant son épée à Amine Pacha en signe de respect envers l'autorité ottomane, comprenant ainsi que Karam ne se rebellait pas contre la Sublime Porte. Néanmoins, cette réunion n'aura pas abouti: Daoud Pacha refusant de s'accorder avec Karam.

#### Bataille de Bnachii (1866)
Ainsi, Amine Pacha ordonna le 28 janvier 1866 à ses soldats de capturer, mort ou vivant, Karam. Les armées du régime - environ dix mille soldats - convergèrent alors vers Bnachii où Karam se réfugia à la tête de 800 hommes. Karam encouragea ses hommes en faisant appel à la Vierge de Zghorta, s'exclamant:
Ô Dame de Zghorta... c'est l'heure de la gloire, et avec l'aide de Dieu, nous triompherons en défendant ce qui est le plus cher pour nous, la terre de nos ancêtres...
À la vue de la poussière causée par les chevaux et l'éclat des épées, Karam ordonna à ses hommes de se cacher et de se retrancher derrière les rochers, afin de contre-attaquer l'ennemi. Tandis que la bataille faisait rage sur cinq fronts différents, le courage de Karam et de ses hommes ainsi que leur habileté équestre ont semé la panique et le désarroi parmi les envahisseurs étrangers, qui ont tenté à plusieurs reprises de percer les défenses de Karam aux abords de Bnachii en vain. Malgré les tirs d'artillerie violents contre leurs positions, les hommes de Karam ont réussi à repousser trois attaques successives, forçant ensuite l'ennemi à battre en retraite.
Dans la foulée, les gendarmes libanais ont reçu l'ordre de lancer une attaque à grande échelle par la vallée. Karam a alors divisé ses hommes en cinq, répartis sur les principaux points de défense où ils formèrent un demi-cercle face aux envahisseurs. Une partie d'entre eux a tenté de percer le cœur de ses défenses, ce qui l'a amené à avancer graduellement pour encercler les envahisseurs en formant un cercle complet couvrant le champ de bataille. Karam cherchait à isoler les différentes forces d'attaque et à couper leurs lignes de ravitaillement et de soutien. Les patriotes de Karam ont ensuite lancé une attaque féroce contre les derniers envahisseurs dans la vallée, déclenchant une bataille acharnée au corps-à-corps au cours de laquelle les envahisseurs ont subi de lourdes pertes. Karam a été blessé à la hanche mais s'est fait rapidement soigner avant de retourner au combat. La bataille ayant duré plusieurs heures, la détermination des envahisseurs a commencé à faiblir après avoir échoué à percer les défenses. Karam ciblant constamment le cœur des rangs des assaillants avec une habileté équestre exceptionnelle.
Pendant ce temps, le mutassarif, stationné avec ses troupes entre Tripoli et Zghorta, s'attendait à une victoire facile sur Karam. Hélas, lorsqu'il fut en direction de Bnachii, il réalisa rapidement que la défaite était inévitable et que les troupes qu'il commandait ne pourraient pas changer le cours de la bataille. Karam réussissant à encercler plusieurs groupes d'attaquants, Amin Pacha et le moutassarif, avec ce qui restait de leurs forces, durent fuir vers Tripoli, poursuivis par les hommes de Karam jusqu'aux abords de la ville du nord.
Les armées ottomanes perdirent environ mille soldats - morts ou blessés - pour sept martyrs du côté de Karam : Youssef Al-Halabi, Boutros Moussa Franjieh, Mikhail Habib Dahdah, Youssef Bahouss Douaihi, Youssef Antounus Souss, Mikhail Jubour Saadeh et Rizk Issahk Mouawad. L'armée rebelle capturant au passage 600 fusils et 30 barils de poudre à canon.
Ainsi, Bnachii, constitue la plus grande victoire pour les patriotes libanais depuis l'époque du prince Fakhreddine II: une horde rebelle zghortiote n'étant ni technologiquement ni numériquement supérieure à l'armée ottomane arrachant la victoire grâce à leur amour profond pour le Liban et pour la défense de leurs droits. D'autres victoires s'ensuivirent tout au long des années 1866 et 1867 au point de menacer la présence ottomane au Liban. La bataille de Sebhel (1 mars 1866) fut une autre bataille majeure.

#### Intervention étrangère et second exil
À la vue de la situation sur le terrain, la fin de l'occupation ottomane était certaine. Karam marchait déjà sur Beiteddine début 1867, obligeant le moutassarif et tyran ottoman Dawoud Pasha à fuir la résidence qu'il occupait à Beiteddine pour Beyrouth où il arrive à convaincre les ambassadeurs européens de menacer Youssef Bey Karam de l'intervention de leurs troupes si jamais ce dernier poursuivait sa guerre de libération à l'encontre des ottomans. En février de la même année, il fut encerclé et pratiquement vaincu près de Bikfaya, mais une médiation française obtint l'approbation ottomane pour transporter le bey rebelle en exil européen à bord d'un navire de guerre français. Après l'intervention du consul de France avec le patriarche Paul Massaad,,, la France s'engagea à ce qu'en échange de son exil, ses hommes ne fassent pas l'objet de représailles et que toutes ses demandes relatives à la libération de ce qui allait devenir au siècle suivant le Liban lui seraient accordées. Youssef Bey Karam accepta donc de s'exiler loin de son pays afin d'épargner à ses hommes et à son peuple davantage de batailles, de sang et de destruction.
« Il s’est rendu à Bkerké pour s’entretenir avec le patriarche. La foule le suivait, l’acclamait et le pleurait. Les gens l’imploraient de ne pas les quitter. Des larmes dans les yeux, il fut obligé de rejeter leur requête. Porté sur les épaules, Karam fut accompagné par des cavaliers et un cortège immense, qui augmentait au fur et à mesure qu’ils s’approchaient de Beyrouth. Par les fenêtres, les femmes louaient son patriotisme et l’aspergeaient de parfums »

Extrait du discours de Me Badaoui Abou Dib lors de la comémoration du 110ème anniversaire de la mort de Youssef Bey Karam.
Karam était devenu de fait chef du Liban avant d’être surnommé son héros. Car sur le bateau qui l’éloignait de ses rivages qu’il ne reverra jamais, Karam criait : « Je me sacrifie et que vive le Liban !»,.

#### Le Liban après son second exil
La deuxième rébellion de Yusuf Karam fut la dernière tentative de mettre en place un gouvernement chrétien dans le Mont Liban. Après la défaite de la rébellion et l'exil du chef du nord, la ville de Bkerki prit la direction de la tendance autonomiste. Afin de résister aux pressions de Dawud Pacha et de son successeur Franco Pacha - qui avaient exigé que le patriarche prête serment de fidélité envers eux et soumette la nomination des évêques à leur approbation - Massaad se rendit à Istanbul en 1867. Là-bas, il fut cordialement reçu et décoré par le Sultan, auquel il déclara son allégeance.
Tout au long de l'ère de la Moutassarifia, la vie politique du Mont Liban gravita autour de deux pôles : Bkerki, le siège du patriarcat maronite, et Bayt al-Din (plus tard Baabda), le quartier général du mutassarrif et du Conseil administratif. Le Conseil administratif s'établit rapidement comme l'autre pôle d'attraction et de représentation pour les Maronites du sud du Mont Liban, ainsi que ceux du nord.
Au début, la France se contenta de jouer le rôle de médiateur entre le patriarche et les gouverneurs ottomans. Sa principale préoccupation était son "expérience catholique" au Mont Liban, qu'elle espérait être un modèle pour tout l'Empire. De plus, la reconstruction d'après-guerre et la reprise économique contribuèrent à tempérer les demandes autonomistes extrêmes, qui étaient devenues dépourvues de tout soutien extérieur.

### Mort en exil

#### Le second exil
Cependant, l'empereur français ne tint pas sa promesse. Youssef Bey Karam, contraint à un exil forcé, débarque en France après avoir transité par l'Algérie, dirigée à l'époque par Mac Mahon qui le reçut avec "bienveillance" tout en facilitant son débarquement en métropole. Après s'être brouillé avec le ministre des affaires étrangères de l'époque, Karam dû partir hors de France, visitant les grandes capitales européennes afin de les convaincre de libérer sa nation du joug ottoman, en vain,,,.
Il proposa également aux hommes d'affaires français d'hypothéquer l'ensemble de sa fortune personnelle, évaluée à 5 millions de francs, pour la construction d'un chemin de fer au Liban, afin de moderniser son pays. Sous la pression de Napoléon III, ces derniers refusèrent.
En 1878, Karam loua une villa à Naples qu'il l'appela la Villa Libanaise où il s'éloigna de la politique afin de consacrer le reste de sa vie à sa foi chrétienne. Dans ses derniers jours, Karam fonda l'Association religieuse Saint Joseph dédiée à aider les pauvres, les malades et les nécessiteux et à diffuser la parole du Christ. Le centre de l'association était situé à Abra, entre Zghorta et Ehden dans le nord du Liban.

#### Mort en exil

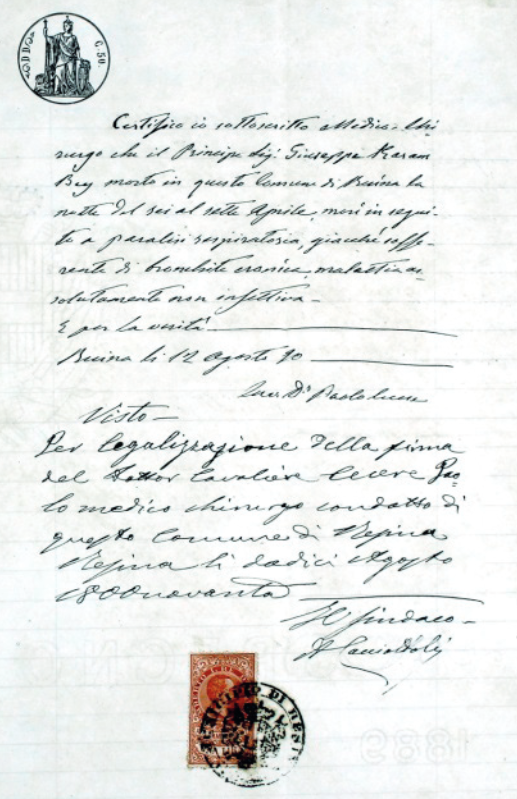
Certificat de décès de Youssef Bey Karam, 12 août 1889, Resina, Italie.

Le 4 avril 1889, Karam souffrit d'une pneumonie plus grave que la première. Deux jours plus tard, il eut une crise cardiaque. Ce furent ses dernières heures. Au milieu de la nuit du 6 au 7 avril 1889, Youssef fut frappé par une deuxième crise cardiaque plus terrible que la première, le plongeant dans un état critique. Entré dans l'agonie, les râles de la mort ont continué à oppresser son cou et sa poitrine jusqu'à ce qu'il s'éteigne, à deux heures et trente minutes du matin le dimanche 7 avril 1889 à Resina, aujourd'hui Ercolano en Italie à son domicile de la Via Ercolano dans la paroisse de Santa Maria à Pugliano di Resina. Ses dernières paroles furent « Dieu... Le Liban ». Karam avait soixante-six ans, dont quarante-quatre passés au Liban et vingt-deux en exil. Sa cause de mort, confirmée par des études récentes, étant la bronchite.

#### Funérailles et retour au Liban
Les funérailles se sont déroulées avec grandeur et respect à 4 heures le lundi 8 avril 1889. Le cercueil du défunt a été placé sur un chariot luxueux orné de fleurs et de couronnes, tiré par quatre chevaux noirs drapés de noir. Une grande célébration de prière pour l'âme de Karam eu lieu.
Le cercueil a été transporté au cimetière de Naples et placé dans une tombe portant une plaque de marbre avec l'inscription suivante : "Ici repose Youssef Bey Karam, Prince du Liban, décédé à Naples le matin du 7 avril 1889. Priez pour lui".
Au début du mois de mai 1889, les membres de la famille du Bey envoyèrent une délégation en Italie afin de rapatrier le corps de leur doyen au Liban. Après de sévères négociations, auxquelles l'ambassadeur français à Constantinople intervint, la délégation obtint un permis de la Sublime Porte pour ramener le corps de Karam au Liban. Le cercueil fut retiré de la tombe et était en bon état. Lorsque le cercueil fut ouvert, le corps de Karam apparut en très bon état également.
Son corps, longtemps intact n'était pas momifié, car lorsque ses neveux apprirent sa mort, ils envoyèrent un télégramme avec une somme d'argent à Shedid Bey Hobeish, le consul turc à Naples, lui demandant de prendre soin de momifier le corps de leur oncle. Plusieurs semaines s'étant écoulées entre la mort et les négociations sur la momification, Shedid Pacha répondit dans un télégramme en disant que les médecins, ayant examiné, le corps avaient décidé que la momification était absolument impossible, faits affirmés par la suite grâce aux techniques scientifiques modernes.

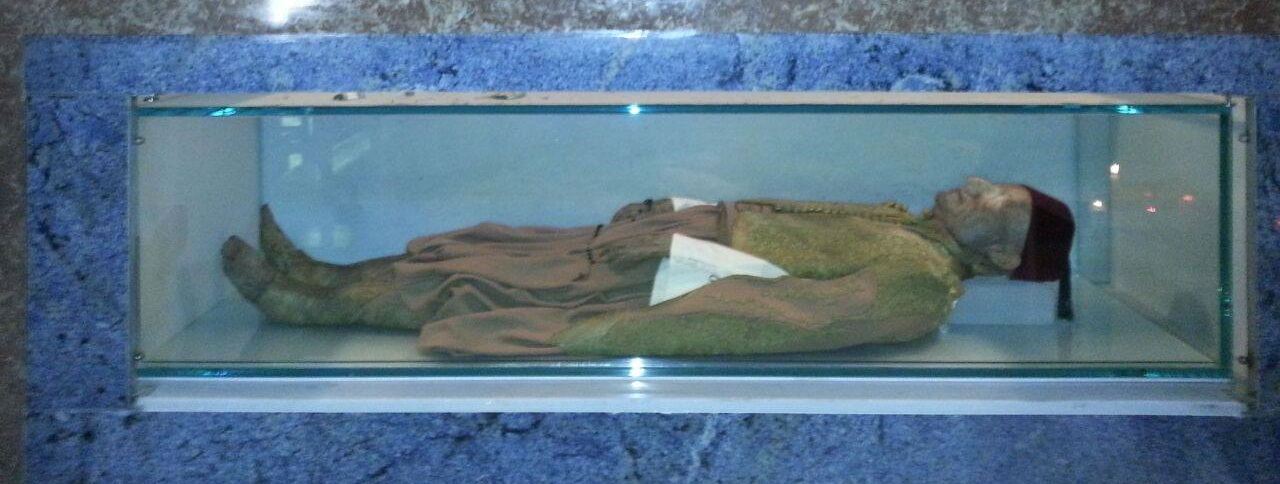
Corps incorruptible de Youssef Bey Karam après restauration.

Son corps, incorruptible, est toujours conserver dans la cathédrale Saint-Georges d'Ehden au Liban. Considéré par certains comme un saint, en raison notamment de sa vie pieuse, de ses actes de charité et de certains actes miraculeux qui lui seraient attribués, son dossier de canonisation n'a cependant pas encore été présenté au Vatican,,.

## Un homme en avance sur son temps

### La lutte contre la féodalité et son patriotisme
L’écrivain et anthropologue Antoine Douaihi place le phénomène Youssef Bey Karam dans son contexte sociohistorique:
En 1861, au moment où tous les “féodaux” cherchaient à s’intégrer dans le nouveau système pour préserver les restes de leur autorité déchue, Youssef Bey Karam, cheikh d’Ehden, refusait les postes qui lui étaient offerts, se soulevait contre le régime et passait incontestablement pour le chef politique le plus populaire et le plus puissant de la Montagne libanaise. [...] L’apparition de Karam est, au niveau de la chefferie de la Montagne, l’expression d’un bouleversement général de rapports de force et d’une nouvelle sensibilité populaire
Ainsi, « dans la grande tourmente de 1860, Youssef Karam, venu à la tête des combattants du Nord, fit figure de grand défenseur des chrétiens ». D’après Douaihi, « si telle localité a été épargnée, c’était, pensait-on, parce que Karam l’avait protégée et si telle autre localité tombait entre les mains des druzes, c’était, selon la même logique, parce que le cheikh d’Ehden n’avait pas accouru à son aide ». Daoud Pacha, premier gouverneur ottoman chrétien du gouvernorat du Mont-Liban, a incessamment proposé des postes administratifs à Karam qui les refusait tous,,. 
« Partagé entre une vocation populaire croissante qui s’accommodait mal d’une quelconque position, hormis celle de chef du Liban, et les pressions exercées par le nouveau régime et les grandes puissances qui le cautionnaient, Karam finit par prendre le chemin de la révolte. Il voulait donner à la Montagne libanaise un gouverneur libanais », écrit Douaihi.
La révolte de Karam ébranla le nouveau régime jusqu’en 1867. Pourtant, malgré le large appui populaire qui lui fut accordé et malgré le grand dévouement de ses hommes, Karam était très isolé sur le plan international pour pouvoir modifier un statu quo péniblement élaboré. Conscient de cette réalité, il accepta un exil provisoire en Europe.
Parmi les affirmations qu’il détestait entendre, rapporte Daniel Jouanneau à l'occasion du 110ème anniversaire de sa mort en 1999, il y a celle qui dit que « l’homme oriental n’a pas de nation mais appartient à la religion, qui l’a scellé à sa naissance. Les gens sont soit musulmans soit chrétiens ». C’était probablement ce genre d’assertion qui avait nourri en lui le rêve d’une véritable nation libanaise, arrachée des mains des multiples ingérences étrangères,.

### La lutte pour l'identité arabe
De 1877 à 1878, Karam était en communication avec Abdelkader concernant la séparation des provinces arabophones de l'Empire ottoman en utilisant notamment les termes al-gins al-'arabi (la race arabe) et qaba'il al-arabiya (les tribus arabes).
Selon Fritz Steppat, qui a examiné la correspondance entre Karam et Abdelkader, Karam a proposé la séparation des provinces arabes de l'Empire ottoman et la nomination d'Abdelkader comme leur dirigeant. Steppat est convaincu qu'Abdelkader a accepté les propositions de Karam en principe et que la conversation à ce sujet avec lui a duré longtemps,.

### Un précurseur des Droits de l'Homme dans le monde arabe
Youssef Bey Karam a été le premier à introduire les droits de l'homme dans le domaine politique au Liban, et peut-être même dans la région tout entière. Lors de son exil de 1860, il rédigea des lettres et des memorandum dans lesquelles il exprimait clairement son engagement envers les droits de l'homme et appelait à leur intégration dans les lois et les constitutions:
[Tout le monde] sait que la dignité se trouve dans l'observance de la loi, laquelle, à son tour, ne peut avoir un fondement solide qu'en s'appuyant sur le droit des gens.

Citation extraite de Joseph Karam aux gouvernements et nations de l'Europe (1871).

## Publications
Youssef Bey Karam publia une lettre ouverte, Joseph Karam aux gouvernements et nations de l'Europe, imprimé à Rome en 1871, dans laquelle il retrace son parcours tout en affirmant son soutien pour les droits de l'homme et de l'auto-détermination des peuples et notamment des peuples de l'Orient et des libanais.
De plus, Youssef Bey Karam eut une riche correspondance internationale avec les hommes de son époque, notamment avec l'émir Abdelkadder.

## Hommages

### Statue de Youssef à Ehden

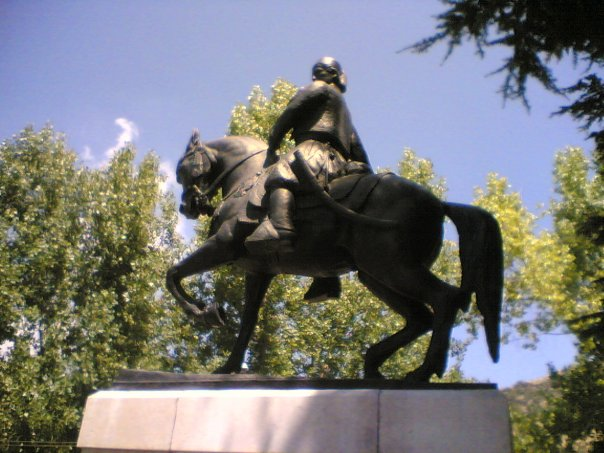
Statue de Youssef Bey Karam à Ehden

Depuis l'aube du XXe siècle, l'idée d'ériger une statue de Youssef Bey Karam a vu le jour. Cette noble idée a commencé à se concrétiser avant même le déclenchement de la Grande Guerre. Cependant, les tourments de cette dernière ont entraîné son report jusqu'en 1920. À cette date, un groupe d'habitants d'Ehden, dirigé par le père Simon Akl, a de nouveau promu l'idée d'élever la statue. Un comité a été formé à cet effet, présidé par ledit prêtre, et a conclu un contrat avec le célèbre artiste libanais Youssef Saadallah Al-Huwayik pour créer une statue en bronze. Les fonds nécessaires ont été collectés tant à l'intérieur qu'à l'extérieur du pays auprès d'associations portant le nom de Youssef Bey Karam, et ces fonds ont été envoyés au Liban par l'intermédiaire de Michel Feghali, représentant patriarcal maronite à Paris, et du père Paul Halim Saadeh d'Ehden.
La statue est restaurée le 10 mars 2019. Les travaux de restauration ont également inclus la base, dont la pierre fut extraite des carrières d'Ehden à l'époque de sa conception, ainsi que le panneau de marbre commémorant l'événement de l'installation de la statue à cet endroit. Les travaux ont également touché le jardin entourant la statue, rendant ainsi l'ensemble des travaux harmonieux et cohérents,.
La statue, attraction touristique pour les habitants d'Ehden et des environs, attire des milliers de visiteurs chaque année.

### Travaux de conservation du corps de Youssef
En 2002, un examen du corps montre qu'il avait subi de légères dégradation en raison de l'humidité à l'intérieur du cercueil. En conséquence, la Fondation Youssef Bey Karam fit appel à la une délégation médicale italienne, qui a examiné le corps et a proposé un projet de restauration du corps. La fondation, avec la paroisse d'Ehden-Zghorta, a convenu que la paroisse serait chargée de superviser et de mettre en œuvre le plan de restauration du corps.
L'atelier de restauration a commencé en mars 2013 et s'est terminé en juin. Le corps a été ensuite renvoyé à la cathédrale Saint-Georges à Ehden à l'intérieur d'un nouveau cercueil vitré isolant.

### Fondation Youssef Bey Karam
En 2008, Rita Karam, fille du ministre et député Salim Bey Karam, a fondé la Fondation Youssef Bey Karam à Zghorta pour protéger et promouvoir l'héritage de Youssef Bey Karam en coopération avec le centre Phoenix pour les études libanaises à l'Université Saint-Esprit de Kaslik.
La fondation signa en novembre 2023 un protocole d'accord avec le Patriarcat maronite à Ehden visant à rassembler les documents et manuscrits concernant Youssef Bey Karam au Liban et dans les pays de la diaspora afin de les archiver et de les préserver selon les normes maîtrisées par le Centre Phoenix spécialisé dans ces questions. Ainsi, ces documents pourront être mis au service du dossier de béatification pris en charge par le Patriarcat et la paroisse de Zghorta-Ehden

### Hommages

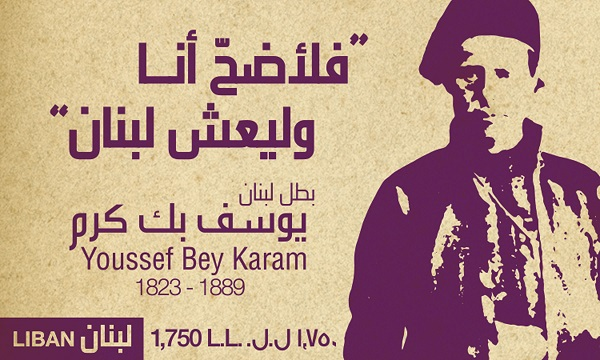
Timbre émis par Liban Post en 2014.

- En 1875, Louis-Joseph-Pierre Réveillé de Beauregard, poète français publia un recueil de poèmes intitulé L'Émir Joussef Bey Karam, ou les drames en Syrie dans lequel il chante les gloires de Youssef Bey Karam[43].
- Le 29 juin 2013 est ouvert le musée Youssef Bey Karam à Ehden dans son ancien palais[44].
- Le 10 novembre 2014, le ministère des Communications, en collaboration avec Liban Post, a enfin émis des timbres officiels en reconnaissance de Youssef Bey Karam, conçus par l'artiste libano-arménienne Myrna Haddad Kalfayan[45].
- En 2017, une figurine de cire de Youssef Bey Karam a été installée au musée de cire Marie Baz à Deir al-Qamar.
- Le 25 mai 2017, la chanteuse Najwa Karam performa la chanson "وينك يا يوسف بك كرم," (Où es-tu Youssef Bey Karam) au plateau de l'émission Hayda Haki de la chaîne libanaise MTV[46].
- Un film documentaire, ″حبّ الله حبّ الوطن″ ("L'amour de dieu et l'amour de la patrie"), a été produit en hommage à Youssef Bey Karam par le réalisateur libanais Elias Aboud et présenté en 2020. Il reçut le bouclier d'appréciation du Forum de l'Écho Parfumé, remis par l'ancien député Salim Karam et le président du Forum, le poète Assad Makary[47].
- En 2014, une pièce éponyme "Youssef Bey Karam" a été écrite par le dramaturge libanais Antoine Ghandour.